# Lancashire
Lancashire (/ˈlæŋkəˌʃə/) es uno de los cuarenta y siete condados de Inglaterra en el Reino Unido. Su ciudad condado es Lancaster y su ciudad más grande y capital administrativo es Preston. Ubicado en la región Noroeste limita al norte con la bahía de Morecambe y Cumbria, al este con Yorkshire del Norte y del Oeste, al sur con Gran Mánchester y Merseyside y al oeste con el mar de Irlanda. Ocupa un área de 3075 km².
El símbolo del condado es una rosa roja, originalmente el símbolo de la Casa de Lancaster.

## Geografía
En el interior del condado se encuentran las tierras que forman parte de la cadena Penina. Al oeste se hallan las tierras bajas cuyas costas baña el mar de Irlanda.

## Economía
Su economía está basada en la agricultura y ganadería, especialistas en granjas de vacas lecheras. Tradicionalmente desde el siglo XVII ha sido una región dedicada a la manufactura textil.

## Historia
El condado se estableció en 1183. El condado histórico tenía seis subdivisiones.
El condado actual es de menor tamaño que el antiguo, debido a la reforma administrativa llevada a cabo en 1974. En esta reforma, un enclave del condado separado, Furness, fue a parar a otro de nueva creación, Cumbria; el sur entró a formar parte de Gran Mánchester y el sudoeste de Merseyside. En 1998, Blackpool y Blackburn con Darwen (Blackburn with Darwen) se convirtieron en independientes al ser declaradas unidades autoritarias. Sin embargo, aún dependen de Lancashire para algunos asuntos como la policía y el departamento de bomberos.

## Ciudades destacadas
Además de la capital, Preston, otras localidades destacadas del condado son:
- Blackpool
- Lancaster
- Nelson
- Upholland
- Blackburn
- Burnley

## Distrito
1. West Lancashire
2. Chorley
3. South Ribble
4. Fylde
5. Preston
6. Wyre
7. Lancaster
8. Ribble Valley
9. Pendle
10. Burnley
11. Rossendale
12. Hyndburn
13. Blackpool (Unitary)
14. Blackburn with Darwen (Unitary)

## Monumentos y lugares de interés
- El Castillo de Lancaster
- La zona conocida como el Bosque de Bowland.
- El río Ribble
- Pendle Hill

## En la cultura popular
El Pueblo Blackburn, Lancashire es mencionado en la canción «A Day in the Life», del famoso grupo musical de Liverpool, The Beatles. También es el condado natal de Stan Laurel (1890-1965), famoso actor y comediante británico, integrante del dúo cómico El Gordo y el Flaco.  El Pueblo de Morecambe es el pueblo natal de John Eric Bartholomew, conocido como Eric Morecambe del dúo cómico Morecambe and Wise.